# لغة الدلنج

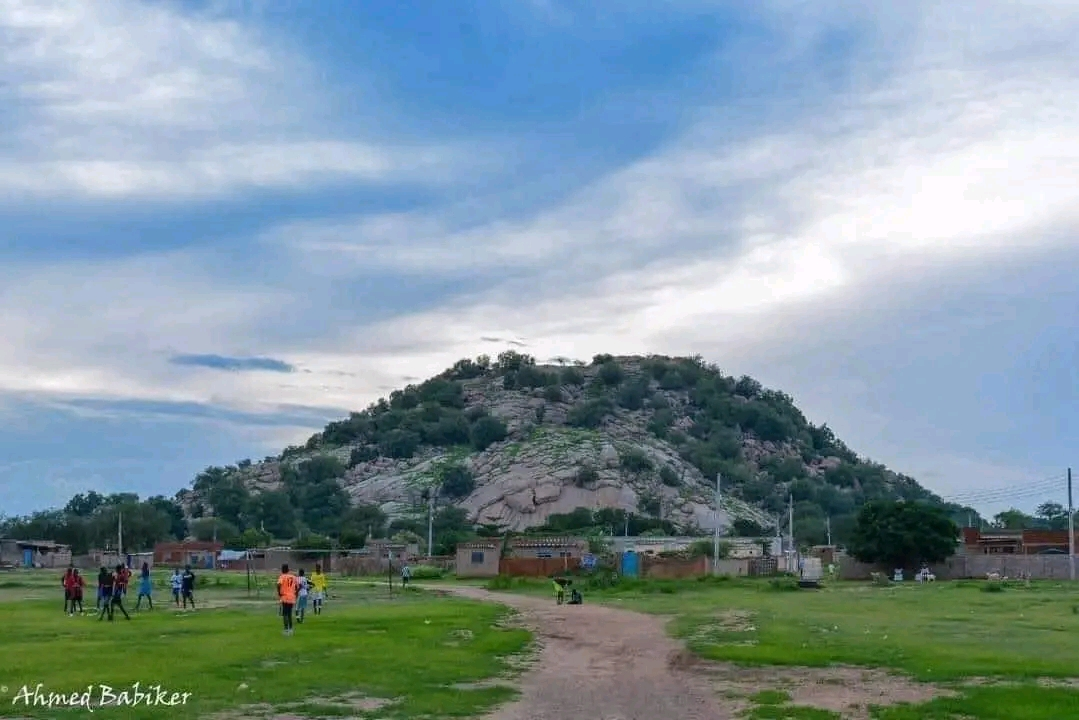
الساحة الكبيرة/الدلنج

لغة الدلنج هي لغة من لغات الهيل النوبي، يُتحدث بها في شمال غرب جبال النوبة في جنوب السودان، يتحدث بها حوالي 13,000 شخص في مدينة الدلنج والتلال المحيطة بها. تشير الدراسات الي أن لغة الدلنج تحتضر، إذ يتحدث كبار السن فقط اللغة ولا يتحدثون بها مع أطفالهم ويستخدمون اللغة العربية في معاملاتهم اليومية.

## اللهجات
للغة الدلنغ لهجة واحدة وهي دبري يتحدث بها على جبل دبري في جنوب غلفان.